# Alto do Amparo
Alto do Amparo é um distrito do município brasileiro de Tibagi, no Paraná.
De acordo com o Instituto Brasileiro de Geografia e Estatística (IBGE), sua população no ano de 2010 era de 2 883 habitantes.

## História
No início do século XX, a localidade de Amparo era tida como passagem de tropas de animais, sendo caminho para a passagem de tropeiros e safristas de porco (porcadeiros). Os porcadeiros transportavam os suínos tocados a pé, passando por Amparo, até cruzarem o rio Tibagi e chegarem à Ponta Grossa. As atividades econômicas na região naquela época basicamente se resumiam na pecuária e muitas propriedades rurais seguiam o modelo de faxinais.
A área territorial do Amparo no período de 1873 pertenciam a freguesia de Ponta Grossa. Tibagi protestou contra o desmembramento do quarteirão do Amparo através da Lei nº 377 de 24 de março de 1874.
Em 15 de abril de 1912, o Congresso Legislativo do Estado do Paraná decretou e Carlos Cavalcanti de Albuquerque, governador, sancionou a Lei 1.188 criando no município de Tibagi, o distrito Judiciário do Amparo. A área urbana do distrito fica cerca de 57 km distante do centro de Tibagi. O distrito de Amparo passou a denominar-se Alto do Amparo através do decreto-lei estadual n.º 6667, de 31-03-1938.
Na década de 1960, com a criação da Rodovia do Café, percurso da BR-376, a região passou a ser integrada ao norte do Paraná e a via tornou-se um importante corredor de escoamento da produção agrícola.